# LGV périphérique Ouest de Hainan
La LGV périphérique Ouest de Hainan (chinois : 海南西环高速铁路 ; pinyin : Hǎinán dōng huán gāosù tiělù ; litt. « Ligne à grande vitesse périphérique Ouest de Hainan) ») est une ligne à grande vitesse reliant les villes de Haikou ou nord de l'île et province de Hainan à Sanya dans son Sud en suivant la rive Est de l'île. Elle a ouvert le 30 décembre 2015 et comporte 16 stations.
La ligne est complémentaire de la LGV périphérique Est de Hainan qui a ouvert le 30 décembre 2010.

## Desserte
- Gare de Haikou à Haikou ;
- Gare du bourg de Laocheng (zh) (老城镇站), dans le xian de Chengmai ;
- Gare du bourg de Fushan (zh) (福山镇站), dans le xian de Chengmai ;
- Gare de Yintai (zh) (银滩站), dans le Bourg de Guangcun (zh), à Danzhou ;
- Gare de Baimajing (zh) (白马井站), situé dans le Bourg de Baimajing (zh), à Danzhou ;
- Gare de Haitou (zh) (海头站), dans le Bourg de Haitou (zh), à Danzhou ;
- Gare de Qiziwan (zh) (棋子湾站), dans le xian autonome li de Changjiang ;
- Gare de Dongfang (zh) (东方站), dans le Bourg de Basuo (zh), à Dongfang ;
- Gare de Jinyuewan (zh) (金月湾站), Bourg de Banqiao (zh), à Dongfang ;
- Gare de l'aéroport Phénix, Aéroport international de Sanya Phénix (code IATA : SYX • code OACI : ZJSY).
- Gare de Sanya à Sanya.